# Наслеђивање везано за Y хромозом
Особине одређене генима који су смештени на Y хромозому наслеђују се везано за тај хромозом. Овај тип наслеђивања назива се још и холандрично наслеђивање. Те особине су много ређе и преносе се само са очева на синове. Пример је наслеђивање длакавости ушију.